# Мамченко Сергій Григорович
Сергій Григорович Мамченко — полковник Збройних сил України.

## Життєпис
Народився 19 травня 1976 в місті Харків. У 2000 році закінчив Військовий інститут внутрішніх військ  МВС України. 2008 році здобув кваліфікацію магістра оперативно-тактичного рівня.
Офіцерську службу розпочав у 2000 році заступником командира роти. Перебував на посадах командира роти, першого заступника командира — начальник штабу батальйону, заступника начальника штабу — начальник оперативного відділення бригади, першого заступника командира — начальник штабу окремої бригади.
З 10 червня 2016-го призначений командиром військової частини 3008, 40-й полк НГУ.
В 2024 році був командиром 111 ОБрТрО .